# Bleach: Thousand-Year Blood War

Bleach: Thousand-Year Blood War (BLEACH 千年血戦篇, Burīchi: Sennen Kessen-hen) est une suite directe, sous forme d'un nouvel anime, à la série originale Bleach, en adaptant les derniers chapitres du manga, réalisé par Tomohisa Taguchi et diffusé depuis le 11 octobre 2022 sur TV Tokyo.

## Développement
Le 21 mars 2020, lors du 20e anniversaire du manga, Tite Kubo annonce que le dernier arc narratif, intitulé Thousand-Year Blood War (La Guerre sanglante de mille ans), couvrant les tomes 55 à 74 du manga, serait adapté.
En décembre 2021, cet arc, adapté sous forme d'un nouvel anime et titré Bleach: Thousand-Year Blood War (BLEACH 千年血戦篇, Burīchi: Sennen Kessen-hen), est confirmé lors du Jump Festa '22. L’anime constitue une suite directe à la première série en adaptant les derniers chapitres du manga, La Guerre Sanglante Millénaire.
Il est découpé en quatre cours distincts,.
La première partie, intitulée The Blood Warfare et composée de 13 épisodes, a été diffusée du 11 octobre 2022 au 22 décembre 2022. La deuxième partie, également composée de 13 épisodes et intitulée The Separation, a été diffusée du 8 juillet 2023 au 30 septembre 2023. La troisième partie, intitulée The Conflict et composée de 14 épisodes, a été diffusée du 5 octobre 2024, au 28 décembre 2024. La dernière partie sera quant à elle intitulée The Calamity.

## Liste des épisodes

### The Blood Warfare(2022)
| No | Titre français                        | Titre japonais                       | Titre japonais                                                                 | Date de 1re diffusion |
| No | Titre français                        | Kanji                                | Rōmaji                                                                         | Date de 1re diffusion |
| --- | ------------------------------------- | ------------------------------------ | ------------------------------------------------------------------------------ | --------------------- |
| 1 (367) | La Guerre sanglante                   | The Blood Warfare                    | The Blood Warfare (La guerre sanglante)                                        | 11 octobre 2022       |
| [Chapitres 480-481-482-483-484] - Le capitaine de la 12e division, Mayuri Kurotsuchi et le Bureau de Développement Technique sont en alerte face à une nouvelle menace, qui éradique les Hollows à grande échelle. La Soul Society désigne deux soldats de la 13e division, Ryûnosuke Yuki et Shino Madarame, comme nouveaux protecteurs de Karakura. Mais les deux jeunes Shinigamis sont rapidement submergés par les hordes de Hollows et se font sauver par Ichigo Kurosaki, Orihime Inoue, Yasutora "Chad" Sado et Uryû Ishida, qui éliminent la menace. Deux jours plus tard, Ichigo reçoit la visite d'un Arrancar qui se nomme Asguiaro Ebern. Quand Ebern se sert d'un médaillon de Quincy et tente de sceller le Bankai d'Ichigo, celui-ci détruit la technique de son adversaire et le force à battre en retraite. Dans le même temps, les officiers de la 11e division Ikkaku Madarame et Yumichika Ayasegawa enquêtent sur la disparition de plusieurs milliers d'âmes au Rukongai. Dans son bureau, le Capitaine Général Yamamoto est approché par sept intrus menés par un autre Arrancar, Lüders Friegen. Ceux-ci lui déclarent la guerre au nom du Vandenreich. Son vice-capitaine Sasakibe est ensuite projeté au bout d'une pique d'énergie dans le bureau, mal en point. Les intrus parviennent à fuir et Sasakibe, dans son dernier souffle, révèle à son supérieur que leurs ennemis peuvent affecter le Bankai des Shinigamis. Dans le bastion du Vandenreich, le Silbern, Luders Friegen se dispute avec un Ebern prêt à faire son rapport à Yhwach, le roi Quincy. Ce dernier interrompt la dispute en tranchant le bras de Luders et l'exhorte, lui ainsi qu'Ebern, à faire leur rapport. |                                       |                                      |                                                                                |                       |
| 2 (368) | Les Premières Pierres                 | Foundation Stones                    | Foundation Stones (Pierres fondatrices)                                        | 18 octobre 2022       |
| [Chapitres 485-486-487-488] - Après avoir entendu le rapport de Luders, Yhwach l'exécute lui ainsi qu'Ebern avant de révéler Tier Halibel emprisonnée derrière son trône. Avant les hostilités lancées dans la Soul Society et le monde des humains, Yhwach a mené un raid au Hueco Mundo et a terrassé Halibel, ne laissant d'autre choix aux Arrancars survivants que de se soumettre. À la Soul Society sont organisées les obsèques de Sasakibe avec un Yamamoto particulièrement atteint par la mort de son second. Une réunion des capitaines est ensuite organisée. Nell Tu et Pesche viennent à Karakura et supplient Ichigo de les aider à sauver Dondochakka. Ichigo accepte de les aider, accompagné d'Orihime, Chad et Kisuke Urahara tandis qu'Ishida refuse de les aider car il est préoccupé par la situation. Arrivant dans un Hueco Mundo en ruines, Ichigo décide d'aider un groupe d'Arrancars en détresse. Le Stern Ritter « J », Quilge Opie, massacre les Arrancars les uns après les autres avant d'être défié par les Tres Bestias, la Fracción d'Halibel. Quelques instants plus tard, Ichigo arrive devant Quilge, les Tres Bestias ayant été vaincues. |                                       |                                      |                                                                                |                       |
| 3 (369) | La Marche des Quincys                 | March of the StarCross               | March of the StarCross (La marche de la croix étoilée)                         | 25 octobre 2022       |
| [Chapitres 488-489-490-491-492-493-494] - Durant la réunion des capitaines, Yamamoto ordonne à ses subordonnés de se préparer au combat. Mayuri lui révèle ensuite qu'il est responsable de la disparition de 28 000 âmes au Rukongai pour rétablir l'équilibre des âmes entre les mondes que les Quincys ont perturbé en massacrant des Hollows en masse. Il est révélé que Yamamoto a échoué à tuer Yhwach, il y a mille ans. Pendant ce temps, Uryû découvre la vérité sur le Vandenreich et Yhwach dans le recueil de son grand-père. Au Hueco Mundo, Quilge défie Ichigo et utilise le « Quincy Vollständig », une forme évoluée du « Quincy Letzt Stil ». Le Quincy est attaqué par Ayon et celui-ci décide d'absorber la bête pour accroître sa force et surpasser les Tres Bestias, Orihime et Chad. Ichigo active donc son Bankai et reprend son duel contre Quilge. Yhwach apprend le combat entre Quilge et Ichigo et envahit le Seireitei avec les autres Stern Ritters. L'un d'entre eux, Bazz-B, blesse mortellement le vice-capitaine de la 3e division, Izuru Kira, avant de massacrer les officiers qui l'accompagnent. |                                       |                                      |                                                                                |                       |
| 4 (370) | Tuer l'ombre                          | Kill the Shadow                      | Kill the Shadow (Tuer l'ombre)                                                 | 1er novembre 2022     |
| [Chapitres 494-495-496-497-498-499] - Plus de mille soldats sont tombés au combat. Seize ennemis d'une puissance équivalente ou supérieure à celle d'un capitaine ont été détectés dans le Seireitei et les Shinigamis se font massacrer les uns après les autres. Le capitaine de la 3e division, Rôjûrô "Rose" Ôtoribashi, est défié par le Stern Ritter « U », NaNaNa Najahkoop. Devant les quartiers de la 6e division, le Stern Ritter « F », Äs Nödt, massacre les soldats avec ses pointes d'énergies avant d'être défié par Renji Abarai. Lorsque celui-ci est attaqué par le Stern Ritter « S », Mask De Masculine, Byakuya Kuchiki piège ce dernier et se prépare à affronter Äs Nödt. Le capitaine de la 7e division, Sajin Komamura, intercepte la Stern Ritter « E », Bambietta Basterbine, pendant que les autres capitaines et vice-capitaines vont à la rencontre de leurs adversaires. Dans son laboratoire, Mayuri se rend compte que le Bankai de Sasakibe n'a pas été scellé et poursuit ses recherches. Face à la puissance de leurs adversaires, plusieurs capitaines, dont Byakuya et Komamura, activent leurs Bankai mais ceux-ci sont immédiatement dérobés par les Quincys. Au même moment, le capitaine de la 8e division, Shunsui Kyôraku, se fait crever l'œil droit par le Stern Ritter « N », Robert Accutrone. Voyant que les capitaines sont en mauvaise posture, Akon décide de contacter Ichigo, en plein combat contre un Quilge totalement dépassé et incapable de voler le Bankai de son adversaire. Urahara blesse grièvement le Quincy et ouvre un Garganta pour l'envoyer à la Soul Society. Mais la sortie du Garganta est subitement bloquée par Quilge, qui se relève grâce à Ransô Tengai. Utilisant sa capacité, « The Jail », il enferme Ichigo dans une prison de particules spirituelles avant de l'isoler dans le Garganta, l'empêchant d'intervenir à la Soul Society. |                                       |                                      |                                                                                |                       |
| 5 (371) | La Fureur de l'éclair                 | Wrath as a Lightning                 | Wrath as a Lightning (La colère comme un éclair)                               | 8 novembre 2022       |
| [Chapitres 500-501-502-503-504-505] - Le BDT prévient les autres Shinigamis de l'arrivée prochaine d'Ichigo mais Akon se rend compte que quelque chose cloche. Au même instant, le BDT est attaqué par Jidanbô, vraisemblablement contrôlé par un Quincy qui le manipule. Byakuya est blessé par Äs Nödt et commence à éprouver de la peur, induite par la capacité du Quincy. Alors qu'il tente de réprimer sa peur, Byakuya est attaqué par son propre Bankai, qui ne lui laisse aucun répit. Devant cette scène, Renji tente d'activer son Bankai mais est interrompu par Mask De Masculine qui brise son sabre et l'envoie voler à plusieurs dizaines de mètres. Pendant ce temps, Ichigo essaie de briser la prison de Quilge quand il entend les Shinigamis se faire vaincre les uns après les autres, y compris Rukia, Renji et Byakuya. Cela renforce sa détermination et, bouillonnant de colère, il éveille une nouvelle énergie. Au Hueco Mundo, Quilge remarque qu'Ichigo se déchaîne et il s'apprête à achever Orihime, Chad et Urahara quand il est tranché en deux par un individu mystérieux. De son côté, Kenpachi Zaraki se présente devant Yhwach et son bras droit, Jugram Haschwalth. Révélant qu'il a déjà vaincu 3 Quincys - Jerome Guizbatt, le Stern Ritter « R », Berenice Gabrielli, le Stern Ritter « Q » et Loyd Lloyd, le Stern Ritter « Y » - il attaque le roi Quincy. Le vice-capitaine de la 9e division Shûhei Hisagi, est quant à lui sur le point de se faire vaincre par le Stern Ritter « O », Driscoll Berci, quand il est sauvé par Yamamoto. Driscoll révèle qu'il a tué Sasakibe après s'être emparé de son Bankai, Kôkô Gonryô Rikyû, avant de l'activer pour attaquer Yamamoto. Celui-ci se remémore comment son bras droit avait obtenu son Bankai et, enragé de voir le Bankai de Sasakibe perverti entre les mains de Driscoll, Yamamoto abat le Quincy d'un seul coup de sabre qui le réduit en cendres jusqu'aux os. Le capitaine-général fait finalement le deuil de Chôjirô et jure de tuer tous ses ennemis. Sa rage est ressentie par les autres capitaines et ceux-ci sont déterminés à continuer l'affrontement. Bondissant vers un Yhwach qui vient de vaincre Kenpachi, Yamamoto défie le roi Quincy en duel. |                                       |                                      |                                                                                |                       |
| 6 (372) | Le Brasier                            | The Fire                             | The Fire (Le feu)                                                              | 15 novembre 2022      |
| [Chapitres 506-507-508-509-510] - À Karakura, Uryû lit le recueil de son grand-père qui narre le récit de la guerre d'il y a mille ans ainsi que le génocide des Quincys orchestré il y a 200 ans. Uryû réalise que les Quincys et les Shinigamis ne pourront jamais s'entendre après ça mais, en se remémorant les instants passés avec Ichigo, il se met à douter. Dans la Soul Society, Yamamoto met Kenpachi à l'abri avant de terrasser 3 Stern Ritters d'un seul coup. Sur un terrain complètement incendié par Ryûjin Jakka, Yamamoto attaque ensuite Yhwach sans relâche, le forçant à dégainer son sabre. En réponse, il libère son Bankai, Zanka no Tachi. Ses effets sont ressentis instantanément dans tout le Seireitei. L'atmosphère devient lourde, l'eau s'évapore progressivement, les flammes de Ryûjin Jakka ont disparu et Yamamoto menace l'existence même de la Soul Society. Complètement dépassé par les différentes techniques de Zanka no Tachi, Yhwach est vaincu mais Yamamoto est surpris par l'arrivée du véritable Yhwach, remerciant Royd Lloyd, le Stern Ritter « Y », pour sa loyauté. La capacité de ce dernier, « The Yourself », lui a permis de prendre l'apparence, les souvenirs et la personnalité de Yhwach, ce qui a induit Yamamoto en erreur. Après avoir achevé son subordonné, le roi Quincy révèle au Shinigami qu'il est allé voir Sôsuke Aizen, pour tenter de le recruter, mais ce dernier a refusé. Provoquant Yamamoto à libérer de nouveau son Bankai, Yhwach dévoile un médaillon qui dérobe Zanka no Tachi, révélant qu'ils étaient parfaitement capables de le voler mais qu'en raison de sa puissance, il est persuadé d'être le seul à pouvoir le contrôler et avait ordonné à Royd de ne pas le voler. Finalement, Yhwach saisit une épée de lumière et dit adieu à Yamamoto avant de l'attaquer. |                                       |                                      |                                                                                |                       |
| 7 (373) | Né des ténèbres                       | Born in the Dark                     | Born in the Dark (Né dans l'obscurité)                                         | 22 novembre 2022      |
| [Chapitres 511-512-513-514] - Il y a mille ans, Yhwach avait mené ses forces armées du Lichtreich à l'assaut de la Soul Society mais ils ont été confrontés aux premiers capitaines du Gotei 13, menés par un jeune Yamamoto. Les Quincys ont été massacrés par ces guerriers redoutables et Yhwach fut finalement vaincu par les efforts réunis de Yamamoto et Sasakibe. De retour au présent, Yamamoto est tranché en deux avant d'être totalement annihilé par Yhwach, qui méprise ce que lui et le Gotei 13 sont devenus par rapport à ce qu'ils étaient il y a mille ans. Les Stern Ritters invoquent l'infanterie Quincy mais le Seireitei et les principales forces du Gotei 13 ont déjà été pratiquement décimées. Ichigo se libère enfin du Garganta grâce à l'aide d'Akon qui s'écroule devant lui sous les coups de Shaz Domino, un autre Stern Ritter qu'Ichigo bat en un instant, avant de rejoindre un Byakuya mourant qui le supplie de protéger la Soul Society. Ichigo, empli de rage, se lance sur Yhwach. Celui-ci n'a cependant aucun mal à dominer Ichigo et lui plante son épée dans le cou avant d'être surpris par le Shinigami qui utilise la pression spirituelle de son propre sang pour survivre. Yhwach révèle alors à Ichigo que la prison de Quilge ne peut être brisée que par un Quincy, ajoutant qu'Ichigo ne connaît pas la vérité sur lui et sa mère. Réalisant soudainement qu'Aizen a brouillé sa perception du temps, Yhwach retourne dans sa dimension, le Schatten Bereich, avec ses hommes. Ichigo tente d'attaquer le roi Quincy une nouvelle fois mais est stoppé par Haschwalth qui brise son Bankai en deux et Yhwach conseille à Ichigo de soigner ses blessures en attendant son retour, l'appelant son « fils né dans les ténèbres ». |                                       |                                      |                                                                                |                       |
| 8 (374) | Le Projet Étoile Filante              | The Shooting Star Project (Zero Mix) | The Shooting Star Project (Zero Mix) (Le projet étoile filante (Zéro mélange)) | 29 novembre 2022      |
| [Chapitres 515-516-517-518-519] - L'invasion du Seireitei est terminée et les pertes sont énormes pour les Shinigamis. Rukia et Renji sont traités par la 4e division, tandis que Byakuya est à peine vivant. Ichigo apprend de Mayuri que son Bankai est brisé et ne peut être réparé. Les capitaines font le deuil de Yamamoto, tandis que Byakuya et Kenpachi pourraient ne jamais se réveiller. Ichigo et les capitaines accueillent la Division Zéro, une unité de cinq Shinigamis d'exception dont le rôle est de protéger le Roi Spirituel. Ichigo et les capitaines parlent à Urahara, Chad et Orihime, qui ont été sauvés par Grimmjow Jaggerjack lors du combat contre Quilge. Kûkaku Shiba envoie Ichigo, Byakuya, Renji, Rukia et la Division Zéro au Palais Royal, avant de rejoindre Ganju ainsi que Kûgo Ginjô, Shûkurô Tsukishima et Giriko Kutsuzawa, qui vivent maintenant à la Soul Society. Au Palais Royal, Ichigo, Renji, Rukia et Byakuya sont soignés par le 1er officier de la Division Zéro, Tenjirô Kirinji, grâce à des sources chaudes qui renouvellent le sang et la pression spirituelle. Finalement, le Roi Spirituel se réveille. |                                       |                                      |                                                                                |                       |
| 9 (375) | La Chute                              | The Drop                             | The Drop (La descente)                                                         | 6 décembre 2022       |
| [Chapitres 520-521-523-524] - Kyôraku est devenu le nouveau Capitaine Général du Gotei 13 et demande une audience au Central 46. Il désigne Nanao Ise et Genshirô Okikiba, l'ancien lieutenant de la 1re Division, comme ses deux vice-capitaines. Il ordonne ensuite à la capitaine de la 4e division, Retsu Unohana, d'entraîner Zaraki contre le gré du Central. Il est révélé qu'Unohana - de son véritable nom, Yachiru Unohana - est l'une des 13 capitaines d'origine, étant celle qui a fondé la 11e division et la première à avoir porté le titre de Kenpachi. Unohana et Kenpachi se battent au dernier niveau de la prison souterraine, le Muken. Kenpachi se rappelle à quel point il admire Unohana, lui ayant infligé sa cicatrice à la poitrine par le passé tandis qu'elle est responsable de sa cicatrice au visage. Cependant, Unohana prend rapidement l'avantage sur un Kenpachi sans bandeau et le transperce la gorge avant de le soigner, ayant pour intention de le pousser aux limites de la mort à plusieurs reprises, afin qu'il débloque son plein potentiel. En parallèle, Ichigo et Renji ont été soignés par Kirinji qui les envoie au palais de Kirio Hikifune, le 2e officier de la Division Zéro. Celle-ci leur prépare un banquet de plats gigantesques remplis de pression spirituelle. Elle révèle qu'elle est la créatrice des âmes artificielles et que chaque membre de la Division Zéro est le créateur d'une chose importante pour la Soul Society. Elle se prépare à envoyer Ichigo et Renji rejoindre le palais d'Ôetsu Nimaiya, le 3e officier de la Division Zéro qui est le créateur du Zanpakutô. |                                       |                                      |                                                                                |                       |
| 10 (376) | Le Combat                             | The Battle                           | The Battle (La bataille)                                                       | 13 décembre 2022      |
| [Chapitres 522-523-525-526-527-528] - Plusieurs siècles auparavant, Unohana massacre les bandits du Rukongai en quête d'un adversaire assez puissant pour animer sa soif de combat. Elle tombe sur un enfant, Kenpachi, qui se révèle plus puissant qu'elle avant de se brider au cours du combat. De retour au présent, le duel entre Unohana et Kenpachi se poursuit. Unohana tue Kenpachi un nombre incalculable de fois et le soigne, le rendant plus fort après chaque résurrection. Elle libère son Bankai, Minazuki, qui lui permet de générer des lames acides ressemblant à du sang. Kenpachi parvient finalement à la surpasser et tue Unohana, fière de pouvoir enfin lui léguer son titre. Après avoir pleuré la mort de son idole, Kenpachi entend la voix de son Zanpakutô, qui lui révèle son nom. Dans le même temps, Ichigo et Renji arrivent au palais d'Ôetsu Nimaiya, un individu atypique qui leur enseigne la façon dont il forge les Zanpakutô à partir des Asauchi. Les envoyant dans un puits rempli d'une horde d'Asauchi, il leur promet de réparer leurs Zanpakutô s'ils parviennent à trouver leur Asauchi. Après trois jours de combat acharné, Renji parvient à trouver son Asauchi tandis qu'Ichigo échoue, contraignant Ôetsu à le renvoyer chez lui via un portail dimensionnel afin qu'il apprenne la vérité sur ses origines, même s'il ne peut plus revenir une fois la vérité découverte. |                                       |                                      |                                                                                |                       |
| 11 (377) | Tout sauf la pluie                    | Everything but the Rain              | Everything but the Rain (Tout sauf la pluie)                                   | 20 décembre 2022      |
| [Chapitres 528-529-530-531-532-533] - Ôetsu révèle à Renji qu'il a créé tous les Zanpakutô dont se servent les Shinigamis, y compris celui de Kenpachi et ajoute qu'Ichigo ne s'est jamais battu avec un Asauchi de sa conception, ce pourquoi il a échoué à réussir l'épreuve. Dans le monde des humains, Ichigo part chercher du réconfort chez Ikumi avant de rentrer chez lui, prêt à entendre la vérité de la part de son père, Isshin. Ce dernier lui révèle que sa mère était une Quincy. Plusieurs décennies auparavant, Isshin Shiba a été le capitaine de la 10e division et a enquêté sur la disparition de plusieurs Shinigamis dans le monde des humains. Il a découvert qu'un Hollow surpuissant était la cause de ses disparitions et l'a affronté. En parallèle, Masaki Kurosaki est une jeune orpheline qui a été adoptée par la famille Ishida. Ressentant le combat entre Isshin et le Hollow près de chez elle, Masaki décide d'intervenir, malgré les tentatives de Ryûken pour la dissuader. Isshin libère son Shikai, Engetsu, mais est tranché dans le dos par Aizen, équipé de la veste d'Urahara qui dissimule la pression spirituelle. Dépassé par le Hollow, il est sauvé par Masaki, qui laisse le Hollow la mordre afin de pouvoir le vaincre d'un seul coup. Le Hollow s'autodétruit et Masaki est protégée de l'explosion par Isshin. Aizen empêche Kaname Tôsen de la tuer et Masaki commence à soigner Isshin. D'abord hésitante, Masaki lui révèle son identité et sa nature mais, contrairement aux craintes qu'elle avait, Isshin réagit en riant, ce qui la rassure. Ryûken et Kanae Katagiri, voyant que Masaki est en sécurité, décident de ne pas intervenir. De retour au présent, Uryû est approché par Haschwalth. |                                       |                                      |                                                                                |                       |
| 12 (378) | Tout sauf la pluie, la vérité de juin | Everything but the Rain "June Truth" | Everything but the Rain "June Truth" (Tout sauf la pluie, vérité de juin)      | 27 décembre 2022,     |
| [Chapitres 533-534-535-536-537] - Après le combat contre le Hollow, Isshin fait son rapport auprès des autres capitaines mais omet de parler de Masaki. Ayant envie de la revoir, il repart dans le monde des humains. Depuis son combat contre le Hollow, Masaki se sent bizarre et finit par s'écrouler à cause du Hollow qui a fusionné avec elle. Ryûken la porte afin de chercher de l'aide et trouve Isshin, qu'il blâme pour l'état de Masaki. Les deux sont interrompus par Urahara, qui révèle être capable de la sauver. Dévoilant la condition de « Hollowmorphose » dont souffre Masaki, il explique que, pour empêcher l'âme de la jeune Quincy de s'autodétruire par la présence du Hollow, Isshin doit sacrifier ses pouvoirs de Shinigami afin de contrebalancer la puissance du Hollow. Entrant dans un Gigai spécial conçu par Urahara, Isshin sauve la vie de Masaki et devient un simple humain. Après ces événements, Isshin a ouvert une clinique et commence à sortir avec Masaki, tandis que Ryûken se marie avec Kanae. Isshin explique ensuite qu'il a pu retrouver ses pouvoirs de Shinigami après que le Hollow se soit manifesté en Ichigo. Finalement, il révèle la véritable raison de la mort de Masaki. Yhwach, accomplissant une prophétie le concernant, s'est servi de la technique « Auswählen » pour dérober les pouvoirs de plusieurs Quincys, dont ceux de Masaki et Kanae. La mère d'Ichigo, en plein combat contre Grand Fisher, se retrouve démunie tandis que la mère d'Uryû tombe dans le coma avant de mourir quelques mois plus tard. Isshin explique à son fils qu'Yhwach est le père des Quincys et que son sang coule dans chacun d'entre eux. Comprenant enfin qui est son ennemi, Ichigo remercie son père de lui avoir tout dit. Le jour se lève, Ikumi rapporte à Ichigo son badge de Shinigami et ce dernier se prépare à partir. En parallèle, Ryûken découvre qu'Uryû a rencontré les Stern Ritters. |                                       |                                      |                                                                                |                       |
| 13 (379) | La Lame, c'est moi                    | The Blade Is Me                      | The Blade Is Me (La lame c'est moi)                                            | 27 décembre 2022,     |
| [Chapitres 537-538-539-540-541-542] - Ichigo est récupéré par Mera qui le ramène au Palais Royal. Déterminé, il n'a aucun mal à identifier son Asauchi parmi tous ceux qui s'agenouillent devant lui avant de lui tendre la main. En parallèle, les Shinigamis s'entraînent en vue de la prochaine bataille. Le capitaine de la 10e division, Tôshirô Hitsugaya, revoit les bases de l'escrime. Le capitaine de la 9e division, Kensei Muguruma, décide d'enseigner la maîtrise du Bankai à Hisagi tandis que Mayuri travaille sur un dispositif mystérieux. La capitaine de la 2e division, Soi Fon, s'entraîne physiquement dans les montagnes et Komamura décide de rencontrer son ancêtre afin d'apprendre une technique secrète. Ôetsu et sa troupe d'élite préparent la forge du nouveau Zanpakutô d'Ichigo, se révélant être son Hollow intérieur et posant le doute sur l'identité de l'esprit qui s'était présenté comme Zangetsu. Ôetsu révèle à Ichigo que cet esprit est l'incarnation de ses pouvoirs Quincy et qu'il possède la même apparence que celle qu'avait Yhwach il y a mille ans. Ichigo confronte Zangetsu, qui ne dément rien des affirmations d'Ôetsu. Il ajoute qu'il ne voulait pas laisser Ichigo devenir un Shinigami et qu'il s'est imposé comme le centre de sa puissance afin que jamais il n'ait à le tuer. Mais fier de ce qu'Ichigo est devenu, il décide de lui dire adieu et de le laisser reprendre le pouvoir qu'il avait réprimé depuis le début. De retour à la forge, Ichigo libère la puissance de son Zanpakutô, qui évapore toute l'eau du Hôôden instantanément. Ichigo dévoile donc la véritable forme de Zangetsu, représentée par deux sabres. En parallèle, Yhwach salue Haschwalth, de retour du monde des humains avec Uryû qu'il accueille au Vandenreich comme son fils. |                                       |                                      |                                                                                |                       |

### The Separation(2023)
| No | Titre français                                      | Titre japonais                     | Titre japonais                                                                          | Date de 1re diffusion |
| No | Titre français                                      | Kanji                              | Rōmaji                                                                                  | Date de 1re diffusion |
| --- | --------------------------------------------------- | ---------------------------------- | --------------------------------------------------------------------------------------- | --------------------- |
| 14 (380) | Les Neufs Derniers Jours                            | The Last 9 Days                    | The Last 9 Days (Les neufs derniers jours)                                              | 8 juillet 2023        |
| [Chapitres 542-543-544-545-546] - Ichigo poursuit son entraînement auprès d'Ichibei Hyôsube, le chef de la Division Zéro. Celui-ci l'envoie dans une dimension spéciale afin de le tester. Dans le même temps, il entraîne Rukia et Renji qui apprennent que Byakuya est finalement rétabli. Ce dernier n'est motivé que par l'idée de renforcer ses pouvoirs. Au Hueco Mundo, Orihime et Chad suivent également un entraînement intensif tandis qu'Urahara étudie le médaillon de Quilge afin d'en comprendre les mécanismes. De son côté, le capitaine de la 5e division, Shinji Hirako, contacte Hiyori Sarugaki afin qu'elle et les Vizards restés dans le monde des humains réparent les distorsions entre leur monde et la Soul Society. Kyôraku, inquiet à propos des pouvoirs qu'Ichigo pourrait obtenir, décide d'en informer ses amis et leur donne des Soul Tickets qui leur permettront de voir Ichigo quand la guerre sera terminée. En parallèle, Yhwach réunit tous les Stern Ritters restants et leur annonce qu'Uryû est son successeur. Cette révélation surprend la majorité des Ritters et les poussent à la discorde. Yhwach donne quant à lui une coupe de son sang à Uryû, lui attribuant le Schrift - une lettre qui définit une capacité particulière - « A ». Le roi Quincy lui explique la raison derrière son choix : Uryû est l'unique survivant de la technique « Auswählen » utilisée il y a neuf ans. Finalement, le Seireitei se fait recouvrir par le Schatten Bereich et une nouvelle bataille débute. Yhwach déclare qu'il s'emparera du monde en neuf jours, comme annoncé par la prophétie du Kaiser Gesang. |                                                     |                                    |                                                                                         |                       |
| 15 (381) | La Paix venue de l'ombre                            | Peace from Shadows                 | Peace From Shadows (La paix venue de l'ombre)                                           | 15 juillet 2023       |
| [Chapitres 547-548-549-550-551] - Avant la bataille, Jugram Haschwalth avait ordonné aux Stern Ritters de tuer l'espoir des Shinigamis. Au présent, le capitaine de la 13e division, Jûshirô Ukitake, est témoin de la disparition du Seireitei depuis le Rukongai avec ses subordonnés Sentarô Kotsubaki et Kiyone Kotetsu. Haschwalth, révélé comme étant le Stern Ritter « B », vient défier Kyôraku et Nanao. Cette dernière place une barrière Kidô pour les protéger de leur adversaire. Askin Nakk Le Vaar, le Stern Ritter « D », défie l'intelligence des membres du BDT avant d'être interrompu par Mayuri, qui a percé le secret des ombres des Quincys. Le directeur du BDT défie Askin mais celui-ci préfère se retirer. Hitsugaya et sa vice-capitaine, Rangiku Matsumoto, affrontent Bazz-B, le Stern Ritter « H », tandis que Soi Fon sauve son vice-capitaine, Marechiyo Ômaeda, de BG9, le Stern Ritter « K ». Hitsugaya et Soi Fon dévoilent les fruits de leur entraînement mais leurs adversaires n'ont subi aucun dégât et passent à la contre-offensive. Bazz-B dévoile sa capacité nommée « The Heat » et ses techniques pyrokinétiques qui surclassent totalement Hitsugaya. Avant de pouvoir l'achever, Bazz-B est interrompu par Cang Du, le Stern Ritter qui a volé le Bankai d'Hitsugaya. BG9 révèle quant à lui sa nature d'androïde et reprend l'avantage sur Soi Fon. Mayuri, qui observe les combats, est contacté par Urahara qui lui affirme avoir trouvé le moyen de rendre le Bankai aux capitaines. Au Palais Royal, Ichigo est toujours dans la dimension et éprouve des difficultés à suivre le chemin tandis qu'Ichibei observe de près son épreuve. |                                                     |                                    |                                                                                         |                       |
| 16 (382) | La Violence fondamentale                            | The Fundamental Virulence          | The Fundamental Virulence (La virulence fondamentale)                                   | 22 juillet 2023       |
| [Chapitres 551-552-553-554-559] - Cang Du, le Stern Ritter « I », révèle qu'il a déjà vaincu Rangiku et tente d'achever Hitsugaya avec son propre Bankai pendant que Bazz-B s'en va. Urahara rejoint Mayuri et lui dévoile comment ils vont récupérer leurs Bankai et empêcher les Quincys d'en voler d'autres. Après avoir observé que Quilge Opie n'arrivait pas à maîtriser les pouvoirs d'Ayon qu'il avait absorbés et avoir appris qu'aucun Arrancar ne s'est fait déposséder de sa Resurrección, il a conçu le Shin'enyaku - des pilules qui donnent des pouvoirs Hollow aux Bankai - et les envoient à tous les officiers supérieurs. Hitsugaya ne tarde pas à récupérer son Bankai et en profite pour vaincre Cang Du avant de s'écrouler de fatigue quand il est approché par un autre Stern Ritter. Ômaeda donne une pilule à Soi Fon, gravement amochée par BG9 et elle récupère son Bankai avant de l'activer pour vaincre l'androïde. Shinji est quant à lui opposé à tout un régiment de l'infanterie Quincy qui a massacré les soldats de la 5e Division. Il active son Bankai, Sakashima Yokoshima Happô Fusagari. Les soldats commencent à s'entretuer et Shinji révèle que le pouvoir de son Bankai est de faire confondre à ses adversaires le concept d'allié et d'ennemi. Sur un autre front, Hisagi rejoint Ikkaku et Yumichika quand Mask de Masculine, le Stern Ritter « S », les attaque en compagnie d'un fan, James. Après quelques échanges, Hisagi et Ikkaku parviennent à porter un coup fatal à leur adversaire. Bambietta Basterbine, la Stern Ritter « E », est à la tête d'une escouade et recherche Komamura. Abandonnée par les membres de son escouade, elle se met en colère et utilise ses pouvoirs explosifs avant d'être interrompue par l'arrivée de Komamura et Shinji. Ce dernier utilise son Shikai pour désorienter Bambietta en la provoquant. De son trône, Yhwach s'amuse de la situation en voyant Bambietta et d'autres Stern Ritters activer leur « Quincy Vollständig ». Pendant ce temps, Ichigo est toujours dans l'autre dimension quand il est submergé par une vague de souvenirs du Roi Spirituel tandis que les pupilles du Roi se reflètent dans son regard. |                                                     |                                    |                                                                                         |                       |
| 17 (383) | Cœur de loup                                        | Heart of Wolf                      | Heart of Wolf (Cœur de loup)                                                            | 29 juillet 2023       |
| [Chapitres 556-557-558-559-560] - Bambietta se débarrasse de Shinji avec son Vollständig. La vice-capitaine de la 5e division, Momo Hinamori, se charge de mettre Shinji à l'abri pour le soigner tandis que Komamura défie Bambietta à son tour. La Stern Ritter révèle que sa capacité nommée « The Explode » ne consiste pas à créer des bombes mais à faire exploser tout ce que ses salves d'énergie touchent. Elle fait exploser l'armure et le masque de Komamura, dévoilant l'apparence humaine de celui-ci. Komamura explique sa technique secrète, qui lui permet d'obtenir un corps humain invincible après avoir sacrifié son cœur. Il active son Bankai, qui est également invulnérable aux attaques de Bambietta et n'a aucun mal à vaincre celle-ci d'un seul coup de sabre avant de se tourner vers le Silbern pour venger Yamamoto. Mais sa métamorphose prend fin et Komamura se transforme complètement en loup, perdant la parole et ses capacités, tandis que son ancêtre dévore son cœur. S'en voulant de s'être laissé dominer par la vengeance après avoir réprimandé Kaname Tôsen au même sujet quelques années plus tôt, Komamura est porté par son vice-capitaine, Tetsuzaemon Iba, qui est fier de lui et le motive à poursuivre leur objectif de vaincre Yhwach. Cang Du et BG9 sont faits prisonniers par Uryû avant d'avoir pu récupéré tandis que Bambietta est approchée par son escouade. Giselle Gewelle propose donc de l'aider avec un air sarcastique. Bambietta, comprenant avec désespoir la véritable intention de Giselle, la supplie d’arrêter. Haschwalth brise la première barrière de Nanao quand celle-ci érige une nouvelle barrière. S'impatientant, Haschwalth accumule de l'énergie mais met soudainement fin à leur affrontement pour rejoindre Yhwach. Grâce aux encouragements de James, Mask De Masculine se relève et bat facilement Hisagi, Ikkaku et Yumichika. Avant de pouvoir les achever, il est défié par Kensei et Rose. Pendant ce temps, Ichibei explique à Ichigo qu'il est témoin du passé de la Soul Society à travers le pouvoir du Roi Spirituel. Parvenant à contrôler cette force, Ichigo se rend ensuite dans le palais de Senjumaru Shutara, le 4e officier de la Division Zéro. |                                                     |                                    |                                                                                         |                       |
| 18 (384) | Aux premières loges                                 | Rages at Ringside                  | Rages at Ringside (Rages aux premières loges)                                           | 5 août 2023           |
| [Chapitres 560-561-562-563-564-565] - Kyôraku ordonne aux Shinigamis survivants de se rassembler grâce aux renseignements de Mayuri. Kensei active son Bankai, Tekken Tachikaze et bat sans mal Mask De Masculine mais James implore à son idole de se relever. Mask explique que sa capacité, « The Superstar », le régénère et le rend plus puissant grâce aux acclamations de James. Ainsi, il prend l'ascendant sur Kensei en le mettant hors de combat. Rose blesse alors mortellement James et libère à son tour son Bankai, Kinshara Butôdan. Mask est submergé par des attaques d'eau et de feu et se demande comment un Zanpakutô peut contrôler les deux. Rose révèle qu'il génère des illusions grâce au son. Mask se perce les tympans en conséquence et transperce Rose avec un rayon d'énergie. Avant de pouvoir achever les deux capitaines, il est défié par Renji, revenu du Palais Royal, pendant que Rukia emmène Rose et Kensei auprès de la vice-capitaine de la 4e division, Isane Kotetsu. Complètement dominé par son adversaire, Mask active son Vollständig et utilise sa plus puissante technique, tuant accidentellement James en même temps. Renji parvient à bloquer l'attaque grâce à son nouveau Bankai : Sôô Zabimaru. Son Zanpakutô ne lui faisant pas totalement confiance jusque là, Renji ne pouvait utiliser qu'une partie de son Bankai avant d'obtenir son nom complet auprès d'Ichibei Hyôsube. Utilisant sa nouvelle technique, Zaga Teppô, Renji calcine Mask qui se fait réduire en cendres. Yhwach absorbe l'âme de Mask avant de disparaître dans une ombre de laquelle surgit Haschwalth. Celui-ci indique à Uryû, choqué, qu'Yhwach est en train de dormir et s'apprête à expliquer la véritable nature des pouvoirs du roi Quincy à Uryû, vu qu'il est son successeur. |                                                     |                                    |                                                                                         |                       |
| 19 (385) | Le Voile blanc                                      | The White Haze                     | The White Haze (Le voile blanc)                                                         | 12 août 2023          |
| [Chapitres 554-555-559-565-566-567-568-569-570] - Au Palais Royal, Ichigo a fini son entraînement et s'empresse de partir au Seireitei, informant Urahara qu'il est en chemin. Haschwalth emmène Uryû auprès de Cang Du et BG9 sur le terrain d'exécution. Le premier tente de parer l'épée d'Haschwalth avec sa capacité, « The Iron », mais une balance géante apparaît derrière Haschwalth et les prisonniers sont instantanément exécutés avant d'être dépouillés de leurs âmes par Yhwach. Haschwalth révèle que tous ceux qui ont obtenu un fragment de l'âme de Yhwach voient leurs pouvoirs, expériences et techniques absorbés par le roi Quincy en même temps que leurs âmes lorsqu'ils décèdent. Rukia patrouille dans le Seireitei lorsqu'elle est attaquée par Äs Nödt, le Stern Ritter « F ». À la suite de son entraînement au Palais Royal, Rukia a découvert la véritable capacité de son Zanpakutô, Sode no Shirayuki. Ayant la capacité de congeler son corps, Rukia est insensible à l'induction de la peur d'Äs Nödt. Descendant sa température jusqu'au zéro absolu, elle gèle son adversaire qui se remémore comment il est entré au service d'Yhwach. Enragé de voir Rukia insensible à sa peur, Äs Nödt active son Vollständig, Tatar Foras, qui transmet la peur par la vue. Sur le point de se faire consumer par la peur, Rukia est sauvée par l'arrivée de Byakuya. Celui-ci affirme que Rukia est devenue forte et la laisse finir son combat. Rukia active son Bankai, Hakka no Togame, qui gèle instantanément Äs Nödt jusqu'à la mort. Ayant du mal à contrôler son pouvoir, Rukia est aidée par Byakuya pour désactiver son Bankai. Dans le même temps, Rose et Kensei sont soignés par Isane, accompagnée de la vice-capitaine de la 11e division, Yachiru Kusajishi. Les deux femmes sont alors attaquées par un autre Stern Ritter. |                                                     |                                    |                                                                                         |                       |
| 20 (386) | Le Tranchant                                        | I Am the Edge                      | I Am the Edge (Je suis la lame)                                                         | 19 août 2023          |
| [Chapitres 571-572-573-574-575-576-577-578-579] - Le Stern Ritter « V », Gwenael Lee, explique sa capacité, « The Vanishing Point », qui consiste à enlever sa présence des sens et de l'esprit de ses adversaires. Cependant, Yachiru l'attaque instinctivement et libère son Shikai, Sanpô Kenjû. Voyant que Lee a perdu, Gremmy Thoumeaux, le véritable Stern Ritter « V », fait son apparition. Révélant que sa capacité, « The Visionary », lui permet de rendre réel tout ce qu'il imagine, il efface Lee de l'existence avant de transformer les os de Yachiru en cookies. Kenpachi arrive à son tour et informe Isane de la mort d'Unohana. S'autoproclamant le plus puissant des Stern Ritters, Gremmy défie Kenpachi en duel et érige un ring de pierre qui surplombe le Seireitei. Après avoir mis Yachiru à l'abri, Kenpachi commence à s'amuser et motive le Stern Ritter à savourer leur duel, ce qui rend celui-ci perplexe. Mais Gremmy se met à ressentir une immense euphorie et se lâche. Le duel devient intense, entre la force destructrice de Kenpachi d'un côté et les créations de Gremmy de l'autre. Mais le Stern Ritter se fait finalement submerger par son adversaire qui lui demande s'il n'est pas entrain d'imaginer sa défaite. Se reprenant, Gremmy crée un double de lui et fait apparaître une météorite, ayant pour objectif de détruire le Seireitei et toutes les personnes qui s'y trouvent. Voyant cela, Kenpachi s'extasie et libère son Zanpakutô, Nozarashi, tranchant la météorite en d'innombrables débris. Acculé, Gremmy crée plus de doubles et les alter-ego du Stern Ritter enferment Kenpachi dans le vide spatial, avant de lancer une attaque kamikaze. Cette fois, Kenpachi est lourdement blessé mais Gremmy, essoufflé, remarque que son adversaire est toujours en vie et essaie d'imaginer son corps comme étant aussi fort que celui de Kenpachi ; cela retourne sa propre imagination contre lui, puisqu'il a vu Kenpachi comme un monstre, ce qui brise son corps. Avant de mourir, Gremmy révèle que son corps n'est qu'un produit de son imagination, ne laissant qu'un cerveau après que son corps se soit dissipé. |                                                     |                                    |                                                                                         |                       |
| 21 (387) | L'Étoile étiolée                                    | The Headless Star                  | The Headless Star (L'étoile étiolée)                                                    | 26 août 2023          |
| [Chapitres 565-579-580-581-582-583-584-585-586-587] - Bien que lourdement blessé, Kenpachi part à la recherche de Yachiru, qui semble avoir disparu. Il est alors pris pour cible par l'escouade de Bambietta : Candice Catnipp, la Stern Ritter « T » ; Liltotto Lamperd, la Stern Ritter « G » ; Meninas McAllon, la Stern Ritter « P » ; et Giselle Gewelle, la Stern Ritter « Z ». Sans surprise, Kenpachi est totalement impuissant face à ces femmes qui unissent leur force afin de l'achever. Sauvé par l'arrivée d'Ichigo, celui-ci domine clairement les quatre Stern Ritters, même après qu'elles ont activé leur Vollständig. Elles sont par la suite rejointes par Bazz-B, NaNaNa Najahkoop, le Stern Ritter « U », Robert Accutrone, le Stern Ritter « N » et PePe Waccabrada, le Stern Ritter « L » ; tandis qu'Yhwach se prépare à envahir le Palais Royal grâce au chemin qu'Ichigo lui a ouvert. Renji, Rukia, Byakuya, Hisagi, Ikkaku et Yumichika rejoignent le champ de bataille pour retenir les huit Stern Ritters tandis qu'Ichigo se lance vers Yhwach. Uryû tire immédiatement sur Ichigo, choqué de voir son ami dans le camp ennemi. Quand Uryû utilise sa technique Licht Regen, Ichigo est protégé par Chad et Orihime, venant du Hueco Mundo. Yhwach, Haschwalth et Uryû partent ensuite pour le Palais Royal. |                                                     |                                    |                                                                                         |                       |
| 22 (388) | L'Exposition des zombies                            | Marching Out the Zombies           | Marching Out the Zombies (Défilé de zombies)                                            | 9 septembre 2023      |
| [Chapitres 587-588-589-590-591] - Le départ d'Yhwach provoque une immense onde de choc qui disperse tous les combattants. Kyôraku se demande pourquoi Ichibei Hyôsube laisse entrer Yhwach aussi facilement au Palais Royal. Ichigo, Orihime et Chad, encore sous le poids de la révélation, sont invités par Urahara dans les quartiers de la 12e Division, où Mayuri a construit une réplique du canon Shiba qui peut les envoyer au Palais Royal. Requérant une immense énergie pour lancer le canon, Urahara a envoyé Yoruichi Shihôin et les Vizards collecter l'énergie des distorsions dans le monde des humains. Sur le champ de bataille, Byakuya est défié par Najahkoop, Candice et Accutrone ; Bazz-B provoque Renji et Rukia par rapport à leur amitié avec Uryû ; Iba marche sur le champ de bataille avec Komamura ; Giselle Gewelle tente de piéger Ikkaku et Yumichika à les attaquer, en vain. Agacée par la sagacité de Yumichika qui devine aussi qu'elle est en réalité un homme travesti, Giselle appelle Bambietta, devenue l'une de ces marionnettes zombifiées, pour attaquer les deux Shinigamis. Elle explique sa capacité, « The Zombie », qui peut zombifier les Shinigamis afin de les contrôler juste en les touchant avec son sang. Giselle est cependant incapable de contrôler les Quincys vivants avec sa capacité et elle a tué Bambietta avant de la transformer en zombie après la défaite de celle-ci. Ikkaku et Yumichika sont vaincus par Bambietta quand Mayuri rejoint le champ de bataille avec sa vice-capitaine, Nemu Kurotsuchi. Mayuri se débarrasse de Bambietta grâce à des appareils qui contrent sa capacité et Giselle envoie tous les Shinigamis qu'elle a zombifiés à l'attaque ; forçant Mayuri à appeler Dordonii Alessandro Del Socacchio, Cirucci Sanderwicci, Luppi Antenor et Charlotte Cuuhlhourne, quatre Arrancars décédés que Mayuri a réanimé pour son compte personnel. Tandis que Dordonii, Cirucci et Luppi massacrent les Shinigamis zombifiés, Cuuhlhourne terrasse Bambietta, forçant Giselle à appeler son deuxième zombie : Tôshirô Hitsugaya. |                                                     |                                    |                                                                                         |                       |
| 23 (389) | L'Exposition des zombies 2                          | Marching Out the Zombies 2         | Marching Out the Zombies 2 (Défilé de zombies 2)                                        | 16 septembre 2023     |
| [Chapitres 587-588-591-592-593-594-595-596-597] - Hitsugaya, lui aussi zombifié, bat sans effort Cuuhlhourne, Ikkaku et Yumichika, forçant Mayuri à intervenir. Il se sert d'une drogue sur Hitsugaya qui lui fait revivre un événement passé en boucle. Les effets secondaires de cette drogue sont dévastateurs pour Hitsugaya qui s'écroule au sol, paralysé. Mayuri en profite pour l'immobiliser avec Ashizogi Jizô et lui administrer un médicament quand il est défié par Kensei, Rose et Rangiku, également zombifiés. Se servant de Luppi, Cirucci et Dordonii pour les droguer, Mayuri leur injecte un médicament et Giselle perd le contrôle des quatre zombies avant de se faire empaler par Kensei. Sur un autre front, Byakuya parvient à battre facilement Candice et Najahkoop avant de vaincre Accutrone avec son Bankai, tandis que Liltotto et Meninas observent le combat. Hisagi rejoint Byakuya et l'attaque. PePe Waccabrada explique que sa capacité, « The Love », lui permet de manipuler une âme en le faisant tomber amoureux de lui. Il prend ainsi le contrôle d'Hisagi et de Meninas, qui attaque Liltotto, pour avoir le monopole de la victoire. PePe utilise également sa capacité sur Senbonzakura, qui se retourne contre Byakuya et qui est ensuite manié par Hisagi. PePe active son Vollständig et Byakuya, acculé, est sauvé par l'intervention de Kensei et Rose, les zombies que Mayuri a subtilisé à Giselle. Kensei bat Hisagi sans difficulté et envoie PePe voler dans le décor à l'aide de son Bankai. Mal en point, PePe est alors surpris par l'arrivée de Liltotto, amochée de son duel forcé contre Meninas, qui vient se venger de celui qui les a contraintes à s'entretuer et dévore PePe à l'aide de sa capacité, « The Glutton ». Dans le même temps, Yhwach, Haschwalth et Uryû arrivent au Palais Royal. |                                                     |                                    |                                                                                         |                       |
| 24 (390) | Trop tôt pour crier victoire, trop tard pour savoir | Too Early to Win, Too Late to Know | Too Early to Win too Late to Know (Trop tôt pour crier victoire, trop tard pour savoir) | 23 septembre 2023     |
| [Chapitres 588-597-598-599-600-601-604] - Il y a très longtemps, Ichibei avait proposé un pacte de non-agression à Yhwach, qu'il avait refusé. Puis, il a demandé à Ichibei pourquoi les Shinigamis avaient asservi le Roi Spirituel, un être divin ainsi que le père d'Yhwach, forcé à devenir une idole destinée à maintenir l'équilibre entre le monde des humains, la Soul Society et le Hueco Mundo. Ichibei montre les souvenirs du Roi Spirituel à Yhwach qui, écœuré de découvrir la vérité, attaque le moine et décide d'absorber le bras gauche du Roi Spirituel qui est en sa possession. Cependant, les yeux clairvoyants d'Yhwach se mettent à retrouver leur état d'origine et Ichibei lui explique que ses « yeux » ne se rouvriront qu'à sa mort avant de s'en aller. Yhwach est déterminé à détruire le Roi Spirituel, de même que le monde actuel et le cycle de la vie et de la mort, qu'il méprise. Au présent, Urahara lance le canon, dans lequel se trouve Ichigo, Orihime, Chad, Yoruichi et Ganju, en direction du Palais Royal. Au Palais Royal, Yhwach, Haschwalth, Uryû et l'infanterie Quincy sont accueillis par Senjumaru et ses soldats divins. L'infanterie Quincy est massacrée par les soldats divins et quand ceux-ci sont tués par Nianzol Weizol, le Stern Ritter « W » convoqué par l'ombre d'Yhwach, ce dernier est immobilisé et abattu par Senjumaru. Le roi Quincy convoque ensuite sa garde royale, la Schutzstaffel, constituée de : Lille Barro, le Stern Ritter « X » ; Pernida Parnkgjas, le Stern Ritter « C » ; Gerard Valkyrie, le Stern Ritter « M » et Askin Nakk Le Vaar, le Stern Ritter « D » récemment promu. Gerard force Senjumaru à reculer et à appeler un soldat divin de niveau 2 en renfort. Ce soldat est immédiatement vaincu par Pernida avant que Lille ne dévoile un sniper et tire froidement une balle dans la tête de Senjumaru. S'attaquant ensuite aux palais des membres de la Division Zéro, lui et les autres Quincys se rendent compte qu'ils sont en réalité emprisonnés dans un faux Palais Royal, au sein d'une cage arborée imperméable à l'énergie spirituelle. Senjumaru s'est servie d'un leurre et est rejointe par Tenjirô, Kirio et Ôetsu, tandis qu'Ichibei observe de loin. Dégainant son Zanpakutô, Sayafushi, Ôetsu abat tous les membres de la Schutzstaffel sans efforts. Yhwach lance son médaillon en dehors de la cage et échange sa position avec celle du médaillon, faisant face à Ichibei tandis que le reste de la Division Zéro se prépare à affronter Uryû et Haschwalth.                                                       |                                                     |                                    |                                                                                         |                       |
| 25 (391) | Le Maitre                                           | The Master                         | The Master (Le maître)                                                                  | 30 septembre 2023     |
| [Chapitres 601-602-603-604-605-606] - Au Seireitei, Urahara prépare quelque chose quand il est rejoint par Hiyori, Love Aikawa, Lisa Yadômaru, Hachigen Ushôda et Yûshirô, 23e chef du clan Shihôin et frère de Yoruichi. Cachée sous des ruines, Giselle suce le sang de Bambietta pour se régénérer quand elle est rejoint par Liltotto tandis que Meninas et Candice marchent sur le champ de bataille. Ichibei défie Yhwach dans un combat aérien, révélant que son Zanpakutô en forme de pinceau ne tranche pas la chair mais les noms ; la puissance d'Yhwach est alors divisée de moitié. Pendant ce temps, Haschwalth brise la cage arborée avec sa capacité avant qu'elle ne soit reconstituée par Kirio. Tenjirô libère son Shikai, Kinpika et bat rapidement Haschwalth après l'avoir privé de son bouclier. Uryû est défié par Senjumaru et lorsqu'il utilise Licht Regen, celle-ci se sert de ses capacités de tissage pour stopper et renvoyer la technique sur Uryû, l'assommant sur le coup. Ôetsu est quant à lui surpris par Askin Nakk Le Vaar, seul membre de la Schutzstaffel à avoir survécu. Celui-ci a empoisonné le sang d'Ôetsu avec sa capacité capable de modifier la dose létale d'une substance, « The Death-Dealing », qui le rend aussi quasi-invulnérable. Acculé, Ôetsu fait appel à Tenjirô et celui-ci régénère le sang de son camarade, qui tue Askin aussitôt. Quand Ichibei s'approche d'Yhwach pour l'achever, le roi Quincy se sert d'Auswählen pour dérober la puissance des soldats et Stern Ritters restés au Seireitei afin de récupérer sa puissance et de ressusciter Haschwalth et les membres de la Schutzstaffel, qui activent leur Vollständig. Pendant ce temps, Kyôraku rejoint Ukitake dans les ruines du Seireitei. Ce dernier a utilisé une technique nommée Kamikake et est prêt à rejoindre la bataille. |                                                     |                                    |                                                                                         |                       |
| 26 (392) | Noir                                                | Black                              | Black (Noir)                                                                            | 30 septembre 2023     |
| [Chapitres 607-608-609] - Ôetsu est immédiatement blessé par les tirs de Lille ; celui-ci dévoilant sa capacité, « The X-Axis », qui lui permet de pénétrer tout ce qui existe entre le canon de son arme et sa cible. Pour preuve, il parvient à blesser de nouveau Ôetsu alors que Tenjirô et Kirio étaient venus faire rempart avec leurs armes. Senjumaru se retire un instant avec Ôetsu le temps de reconstituer le corps de celui-ci à l'aide de son tissage et Kirio crée un nouveau paysage d'arbres, divisant l'affrontement en plusieurs duels. Senjumaru parvient à immobiliser Gerard mais est incapable de transpercer son cœur et se fait rapidement dominer physiquement. Kirio tente d'enfermer Pernida dans des branches mais elle s'épuise rapidement et son adversaire se libère avant de la vaincre. Tenjirô poursuit Askin et le sous-estime, lui donnant l'occasion de le blesser grièvement. Ôetsu traverse quant à lui le corps intangible de Lille avec son sabre et tente de se mettre dans la même trajectoire qu'Yhwach pour empêcher son adversaire de tirer. Lille touche pourtant bien Ôetsu car ses tirs ne vont pas plus loin que la cible elle-même. Acculée, la Division Zéro décide d'utiliser son véritable potentiel. Tenjirô, Kirio et Ôetsu confient le combat à Senjumaru et se suicident, permettant à cette dernière de débloquer toute sa puissance et d'utiliser son Bankai, Shatatsu Karagara Shigarami no Tsuji, qui crée une dimension où elles piègent les Quincys dans des tissus aux pouvoirs particuliers. La libération de son Bankai fait trembler la Soul Society, le monde des humains et le Hueco Mundo simultanément. À l'intérieur de son Bankai, Senjumaru manipule les tissus pour tuer les membres de la Schutzstaffel, Haschwalth et Uryû avec différentes méthodes. Pendant ce temps, Ichibei continue son combat contre Yhwach. Il libère son Zanpakutô, Ichimonji, remplaçant les poils de son pinceau par une lame qui crache de l'encre noire. L'épée d'Yhwach est recouverte par l'encre et Ichibei explique que l'encre efface le nom et le pouvoir de ce qu'elle touche. Yhwach dérobe donc l'encre d'Ichibei et l'attaque avec. Cependant, le moine n'a subi aucun dégât et submerge le roi Quincy dans une vague d'encre noire qui le recouvre quasi-intégralement. Ichibei libère donc son « Shin'uchi », l'ancêtre du Bankai - son Zanpakutô étant le premier à avoir évolué - Shirafude Ichimonji. Pouvant renommer tout ce que son Shikai a dénommé, il renomme son adversaire « Fourmi Noire » et le piétine avant de le laisser chuter du Palais Royal. |                                                     |                                    |                                                                                         |                       |

### The Conflict(2024)
| No | Titre français               | Titre japonais                                 | Titre japonais                                                                                        | Date de 1re diffusion |
| No | Titre français               | Kanji                                          | Rōmaji                                                                                                | Date de 1re diffusion |
| --- | ---------------------------- | ---------------------------------------------- | --- | --------------------- |
| 27 (393) | A                            | A                                              | A (A)                                                                                                 | 5 octobre 2024        |
| [Chapitres 609-610-611] - La libération du Bankai de Senjumaru est ressentie par l'équipe d'Ichigo au cours de leur ascension et celui-ci commence à s'inquiéter. Ayant vaincu les Quincys, Senjumaru et Ichibei sont surpris par le retour d'Yhwach, qui annule la mort des Quincys au Palais Royal en dissipant les techniques des deux Shinigamis avec ses yeux clairvoyants, « The Almighty », qui s'ouvrent pour la première fois depuis mille ans. Acculé, Ichibei utilise sa plus puissante technique, Futen Taisatsuryô, mais le roi Quincy révèle que sa capacité lui permet de voir l'avenir et de le modifier selon ses désirs avant de pulvériser le chef de la Division Zéro. Senjumaru est quant à elle isolée face à Uryû, qui a éveillé un nouveau pouvoir dans ses yeux, mais celui-ci se fait de nouveau emprisonner dans des tissus avant de se faire transpercer la nuque par le Zanpakutô de Senjumaru. C'est à ce moment qu'Uryû éveille son Vollständig et ne tarde pas à exécuter Senjumaru d'une flèche dans le cœur après s'être servi de la capacité de son Schrift « A » pour échanger leurs positions. Ichigo arrive finalement avec son équipe au Palais Royal et fait revivre Ichibei en l'appelant par son nom. Celui-ci, impuissant, lui implore d'arrêter Yhwach avant qu'il ne tue le Roi Spirituel. Yhwach rejoint finalement la chambre du Roi Spirituel et le poignarde à la poitrine. En parallèle, Kyôraku s'est rendu dans le Muken afin d'y rencontrer Aizen. |                              |                                                | |                       |
| 28 (394) | Tuez le roi                  | Kill the King                                  | Kill the King (Tuer le roi)                                                                           | 12 octobre 2024       |
| [Chapitres 612-613-614-615] - Avant l'existence de la Soul Society, le Roi Spirituel, de son véritable nom Adnyeus, s'est servi d'une technique particulière pour créer la Soul Society, le Hueco Mundo et le monde des humains. Ayant la capacité de voir l'avenir, le Roi Spirituel avait décidé d'abandonner les Quincys à leur sort funeste car ils peuvent perturber l'équilibre des mondes. Face à cette trahison, Yhwach a pris la décision d'un jour tuer son père afin de créer un nouveau monde. Aujourd'hui, Yhwach a poignardé le Roi Spirituel, ce qui cause des tremblements dans toute la Soul Society et le monde des humains. Les membres du Gotei 13 se rassemblent auprès d'Urahara au laboratoire de Kurotsuchi. Rapidement rejoint par Ichigo et son groupe, Yhwach débute un combat aérien contre Ichigo dans tout le Palais Royal. Après avoir constaté les progrès de celui-ci, il se sert de « The Almighty » pour gagner leur duel sans effort. Révélant ensuite les origines du Roi Spirituel ainsi que ses ambitions à Ichigo et son groupe, il leur dévoile qu'il a déjà poignardé son père avant leur arrivée. Accourant pour retirer l'épée du corps du roi, Ichigo est possédé par la pression spirituelle d'Yhwach et tranche en deux le Roi Spirituel. Yhwach lui révèle qu'il avait besoin des pouvoirs des humains, des Quincys, des Shinigamis, des Fullbringers et des Hollows, tous réunis en Ichigo, pour briser le sceau du Roi Spirituel. La mort de celui-ci affecte les trois mondes simultanément qui commencent à s'autodétruire. |                              |                                                | |                       |
| 29 (395) | Le Bras noir                 | The Dark Arm                                   | The Dark Arm (Le bras noir)                                                                           | 19 octobre 2024       |
| [Chapitres 616-617-618] - Quand Jûshirô Ukitake, âgé de trois ans, était atteint d'une maladie incurable des poumons, ses parents ont imploré Mimihagi de le soigner. Étant le bras droit du Roi Spirituel tombé il y a longtemps dans le Rukongai, Mimihagi s'installe dans les poumons du jeune Jûshirô et lui sauve la vie. Des années plus tard, Ukitake entre dans le Gotei 13 et se lie d'amitié avec Kyôraku, à qui il a confié l'existence de Mimihagi ainsi que le lien qu'il partage avec lui. Après la mort de Kaien Shiba, Ukitake refuse de nommer un nouveau vice-capitaine. Lors des obsèques de Yamamoto, une séance privée se tient entre Kyôraku, Ukitake et Unohana. Cette dernière fait ses adieux à Jûshirô avant son combat contre Kenpachi mais celui-ci lui réplique qu'ils vont bientôt se revoir. De retour au présent, au Seireitei, Ukitake sacrifie son âme pour devenir l'incarnation de Mimihagi dans l'objectif que celui-ci remplace le Roi Spirituel. Il fait ses adieux à Rukia et au Gotei 13 avant que Mimihagi ne se dirige au Palais Royal. Sur place, Yhwach n'a aucun mal à dominer Ichigo, aidé de Ganju, Chad et Yoruichi tandis qu'Orihime tente de soigner le Roi Spirituel, en vain. Tous sont alors surpris par l'arrivée de Mimihagi dont même le roi Quincy n'a prévu l'apparition avec ses yeux. En parallèle, dans le Muken, Kyôraku libère Aizen de trois parties de son sceau et lui demande son aide pour vaincre Yhwach. |                              |                                                | |                       |
| 30 (396) | Le Traître                   | The Betrayer                                   | The Betrayer (Le traître)                                                                             | 26 octobre 2024       |
| [Chapitres 619-620] - Le sacrifice d'Ukitake permet à Mimihagi de se rendre au Palais Royal et celui-ci stoppe la mort du Roi Spirituel. Contrarié par le fait que le bras droit du roi interfère dans ses plans, Yhwach décide de l'attaquer avant d'être interrompu par Ichigo. Yoruichi en profite pour isoler Mimihagi et le Roi Spirituel dans une barrière mais Uryû lui tire une flèche dans le dos, ce qui brise la barrière et permet à Yhwach de retourner la situation à son avantage. Avec l'aide de Pernida, le roi Quincy éjecte facilement Yoruichi dans le vide tandis qu'Orihime, Chad et Ganju sont opposés aux membres de la Schutzstaffel, mais impuissants, ils sont éjectés à leur tour. Ichigo est quant à lui isolé par Uryû dans un duel intense dans lequel ils opposent également leurs convictions. Uryû révèle sa maîtrise du Vollständig et blesse gravement Ichigo, qui chute du Palais Royal. Finalement, Mimihagi tente d'absorber Yhwach mais celui-ci, plus puissant, l'absorbe avant de briser totalement le cristal du Roi Spirituel avec les autres Quincys. Après avoir absorbé le corps du Roi Spirituel, Yhwach a le visage recouvert d'une substance noire et de multiples yeux étranges. |                              |                                                | |                       |
| 31 (397) | Au-dessus du jugement        | Against the Judgement                          | Against the Judgement (Contre le jugement)                                                            | 2 novembre 2024       |
| [Chapitres 621-622-623-624-625] - Ayant absorbé le Roi Spirituel, Yhwach a besoin de temps pour s'acclimater à cette puissance et laisse s'échapper une grande quantité d'énergie. Cette énergie, qui prend la forme d'une vague de petites créatures agressives, fonce sur le Seireitei et s'en prend aux Shinigamis. Ceux-ci, impuissants, sont secourus par Aizen qui pulvérise les créatures avec sa pression spirituelle. Celui-ci, attaché à une chaise faite de la même matière que le Muken, tente de briser ses liens en utilisant le Hadô 90 : Kurohitsugi, en vain. Tentant ensuite de faire tomber le Palais Royal avec sa pression spirituelle, Aizen découvre que celle-ci retombe près de lui tandis que Kyôraku et Mayuri lui dévoilent que les liens dont il est prisonnier maintiennent également sa pression spirituelle autour de lui. Aizen est alors pris pour cible par Najahkoop. La capacité de ce dernier nommée « The Underbelly » est capable de discerner les faiblesses dans la pression spirituelle d'un individu et Najahkoop s'en sert pour paralyser le capitaine renégat. Accompagné de Liltotto, Giselle et Bazz-B, il défie les membres du Gotei 13 mais est trahi par Bazz-B qui le frappe dans le dos. Ce dernier, ainsi que Liltotto et Giselle proposent une trêve aux Shinigamis afin de les accompagner au Palais Royal. Leur objectif est de se venger d'Yhwach qui les a cruellement abandonnés. Tous les membres du Gotei 13 encore en état de se battre s'unissent autour des capitaines, des vice-capitaines, des Vizards et de leurs alliés pour former un portail qui s'ouvrira sur le Palais Royal. Au même moment, Ichigo et le reste de son équipe ont été soignés par Orihime. Ceux-ci se préparent à donner un nouvel assaut et sont rejoints par Grimmjow, qui sort d'un Garganta. Finalement, Yhwach a totalement assimilé le Roi Spirituel et commence à récupérer l'énergie qui s'était précédemment échappée de son corps. |                              |                                                | |                       |
| 32 (398) | Le Divin enfant              | The Holy Newborn                               | The Holy Newborn (Le saint-né)                                                                        | 9 novembre 2024       |
| [Chapitres 613-617-625-626-627-628-629] - L'équipe d'Ichigo, maintenant renforcée de Grimmjow et Nelliel, se prépare à un nouvel assaut. Aidée par les Fullbringers Riruka et Yukio, ceux-ci ont créé un espace similaire à la Vallée des Cris au sein du Garganta pour rejoindre la chambre du Roi Spirituel. Au même moment, Yhwach a fini d'assimiler le Roi Spirituel et sa transformation effraie la plupart de ses subordonnés, à l'exception de Haschwalth qui le prie humblement de les guider lui et leur peuple. Sur ces mots, Yhwach transforme le Palais Royal en immense ville d'architecture Quincy de la forme d'un pentagramme avant d'ériger un immense château qui la surplombe en son centre. L'équipe d'Ichigo et le Gotei 13 découvrent non seulement la métamorphose du palais mais aussi qu'ils ne peuvent plus flotter grâce aux particules spirituelles. Finalement, Yhwach renomme le monde qu'il vient de créer le Wahrwelt. |                              |                                                | |                       |
| 33 (399) | La Porte du soleil           | Gate of the Sun                                | Gate of the Sun (Porte du soleil)                                                                     | 16 novembre 2024      |
| [Chapitres 629-630-635] - Yhwach envoie tous les membres de la Schutzstaffel, qu'Uryû vient d'intégrer, chasser les Shinigamis. L'équipe d'Ichigo et le Gotei 13 se dirigent vers le château en courant. Bazz-B, Giselle et Liltotto se servent des ombres pour directement rejoindre le château où ils se préparent à affronter Yhwach et Haschwalth. Mayuri s'est séparé du reste du groupe avec Nemu et a ouvert un portail sur une autre branche du Wahrwelt. Rejoint par Kenpachi, Ikkaku, Yumichika et Hanatarô, il se met également en route. Le groupe d'Ichigo est confronté à Askin Nakk Le Vaar mais Grimmjow décide de l'agresser directement et de le poursuivre sans réfléchir. Lorsqu'Askin envoie une « Gift Ball » sur Grimmjow, celui-ci éclate la technique mais tombe soudainement à terre, paralysé. Quand Askin s'apprête à l'achever, il est sauvé par Ichigo. Le groupe principal du Gotei 13 est pris pour cible par Lille Barro. Celui-ci abat Hisagi, Ômaeda, Kiyone, Sentarô et Isane, ce qui force Kyôraku à ordonner la dispersion du groupe. Isolé, Renji est alors pris pour cible par Uryû. Les deux débutent un duel et Renji libère son Bankai. Celui-ci dévoile plusieurs techniques qui acculent Uryû, forcé d'activer son Vollständig. Renji utilise finalement sa plus puissante technique, Zagaizekkô, dont Uryû n'en sort indemne que grâce à l'utilisation de Sklaverei. Le Quincy utilise ensuite sa technique « Federzwinger » pour priver Renji de son énergie spirituelle avant de lui tirer une flèche dans le cœur. |                              |                                                | |                       |
| 34 (400) | Jeu de main, jeu de vilain   | Baby, Hold Your Hand                           | Baby, Hold Your Hand (Bébé, tiens ta main)                                                            | 23 novembre 2024      |
| [Chapitres 635-636-637-638-639-640] - Sur la Vier Ast, Kenpachi et Mayuri rencontrent Pernida Parnkgjas. Fonçant sans réfléchir sur son adversaire, Kenpachi se fait toucher par la capacité du Quincy, « The Compulsory ». Obligé d'arracher son bras qui ne cesse de se tordre, Kenpachi ne doit sa survie qu'à l'intervention de Mayuri. Celui-ci, qui a découvert que Pernida se servait de ses nerfs pour infiltrer le corps de ses adversaires, paralyse Kenpachi et asperge les nerfs du Quincy d'un liquide inflammatoire. En colère d'être tenu en échec par un Mayuri qui se moque de lui, Pernida dévoile sa véritable apparence : il est le bras gauche du Roi Spirituel. Complètement euphorique face à un être qu'il n'a jamais vu, Mayuri analyse les capacités de son adversaire mais fait preuve de négligence. En tranchant l'un des doigts de Pernida, Mayuri se fait atteindre par les nerfs du Quincy et découvre que celui-ci peut se dupliquer et se reconstituer intégralement. Recousant son bras pour échapper à la capacité de Pernida, Mayuri libère ensuite une version modifiée de son Bankai, Konjiki Ashizogi Jizô: Makai Fukuin Shôtai. Prenant l'apparence d'un nourrisson en gestation, celui-ci accouche d'un autre nourrisson pourvu de 70 000 couches d'épiderme, ce qui permet au Bankai de Mayuri de manger les multiples corps de Pernida sans craindre d'être atteint par leurs nerfs. |                              |                                                | |                       |
| 35 (401) | Reflets d'ombre              | Don't Chase a Shadow                           | Don't Chase a Shadow (Ne poursuivez pas une ombre)                                                    | 30 novembre 2024      |
| [Chapitres 644-645-646-647-648-649] - Le Bankai de Mayuri vient d'avaler Pernida mais le Quincy se débat dans les entrailles du nourrisson. En parallèle, le groupe principal du Gotei 13 s'est de nouveau rassemblé quand ils sont encore pris pour cible par Lille Barro. Kyôraku prend le risque de servir d'appât et parvient à repérer le Quincy, juste avant de se faire abattre. Lille est alors surpris par Kyôraku, qui tranche son arme avant de lui révéler la technique qu'il vient d'utiliser : Daruma-san ga Koronda. Expliquant qu'il s'est servi d'un leurre d'énergie spirituelle, Kyôraku défie Lille Barro en duel tandis que le reste du Gotei 13 continue d'avancer. Se servant d'une autre technique, Kageokuri, Kyôraku parvient à transpercer Lille par derrière mais celui-ci révèle le plein potentiel de sa capacité, « The X-Axis ». Ayant ouvert son œil gauche pour la troisième fois d'affilée, Lille peut désormais traverser les attaques adverses et devient insensible aux coups de Kyôraku. Furieux d'avoir été acculé, Lille libère la forme complète de son Vollständig, Jeliel. Il blesse sérieusement Kyôraku, incapable d'atteindre son adversaire et obligé de fuir vers l'extrémité du Wahrwelt. À court d'options, Kyôraku libère son Bankai, Katen Kyôtotsu Karamatsu Shinjû, qui affecte une grande partie du Wahrwelt. Mettant en place une tragédie en quatre actes, Kyôraku fait partager ses propres blessures à Lille dans le premier acte avant de lui donner une maladie dans le deuxième acte. Dans le troisième acte, Kyôraku s'immerge avec Lille dans une mer infinie avant de finalement le décapiter avec un fil de particules spirituelles dans le dernier acte. Victorieux mais épuisé, Kyôraku s'effondre sur les genoux de Katen, l'esprit de son Zanpakutô qu'il surnomme affectueusement Ohana. |                              |                                                | |                       |
| 36 (402) | Jeu de main, jeu de vilain 2 | Baby, Hold Your Hand 2 [Never Ending my Dream] | Baby, Hold Your Hand 2 [Never Ending my Dream] (Bébé, tiens ta main 2 [Mon rêve ne terminera jamais]) | 7 décembre 2024       |
| [Chapitres 630-640-641-642-643-644] - Le Bankai de Mayuri se fait exploser par Pernida qui a tiré des flèches dans toutes les directions pour sortir de son ventre. Le Quincy tire ensuite des flèches auxquelles il y a accroché ses nerfs sur Mayuri. Celui-ci se fait sauver par Nemu mais les deux doivent se trancher un bras pour éviter d'être atteint par la capacité de Pernida. De son véritable nom Nemuri Nanago, la vice-capitaine de Mayuri est le résultat d'une expérience consistant à créer une âme artificielle à partir de rien, le projet Nemuri. Les trois premiers essais ont été des échecs, le cinquième a permis à Mayuri de devenir capitaine en modifiant son Zanpakutô mais n'a pas dépassé le stade embryonnaire et le sixième est venu au monde mais n'a pas dépassé l'âge de 2 ans. Le septième essai est parvenu à dépasser cet âge-là et Mayuri décida de surnommer l'enfant Nemu. De retour au présent, Mayuri sert d'appât pour les attaques de Pernida tandis que Nemu injecte un puissant coagulant dans l'un des nerfs de Pernida. Les corps du Quincy se paralysent les uns après les autres et le dernier d'entre eux parvient à survivre en tranchant l'un de ses doigts. Un autre corps de Pernida utilise la capacité de mue de Makai Fukuin Shôtai et Mayuri comprend que le Quincy peut absorber les données de ses adversaires pour copier leurs aptitudes. Il se fait sauver par Nemu, qui a poussé la puissance de son âme à 99,2% et pulvérise l'un des corps de Pernida avant de mettre Mayuri à l'abri. Chargeant sur le dernier corps de Pernida, Nemu concentre 6 % de son âme dans une attaque d'énergie et explose le corps du Quincy, qui est réduit en morceaux autour d'une Nemu épuisée qui chute vers le sol. Les morceaux de Pernida prennent soudain conscience et attaquent Nemu de tous les côtés avant de la faire exploser sous les yeux d'un Mayuri complètement choqué. Provoqué par la vision d'un Szayelaporro Granz, Mayuri parvient à accepter la mort de son chef-d'œuvre et prend le cerveau de Nemu avant qu'il ne se fasse dévorer par Pernida. Mayuri explique au Quincy que le corps de Nemu était composé d'un organe qui accélère la division cellulaire régulé par le cerveau. Incapable de manger le cerveau de Nemu, Pernida commence à perdre le contrôle de son corps qui se divise jusqu'à exploser mais des nerfs parviennent à atteindre les jambes de Mayuri. Celui-ci est secouru par Ikkaku et Yumichika qui le mettent lui et Kenpachi dans des modules de préservation desquels sortent Hitsugaya et Rangiku, qui ont été soignés de leur zombification. Giselle et Liltotto atteignent le château de Yhwach quand elles sont attaquées par des hordes de soldats. Giselle fait appel à Bambietta ainsi qu'à Meninas et Candice, également zombifiées. Les 5 Stern Ritters n'ont aucun mal à terrasser les soldats mais ceux-ci se relèvent possédés par le pouvoir de Yhwach. Au même moment, Haschwalth fait espionner les mouvements d'Uryû et est rejoint par Bazz-B, prêt à se battre contre lui. |                              |                                                | |                       |
| 37 (403) | Adieu les ombres             | Shadows Gone                                   | Shadows Gone (Les ombres disparaissent)                                                               | 14 décembre 2024      |
| [Chapitres 649-650-651-652-653-654] - Il y a plusieurs siècles, Isuzu Ise se maria avec Shunzan Kyôraku, le frère aîné de Shunsui. Après la naissance de leur fille Nanao, Shunzan mourra mystérieusement. Issue d'un clan matriarcal, Isuzu fut persuadée qu'une malédiction toucha la famille Ise et décida de confier le Zanpakutô sacré de sa famille, Shinken Hakkyôken, à Shunsui afin que Nanao échappe à la malédiction. Shunsui dissimula le Zanpakutô à l'intérieur de l'esprit de Kyôtotsu, surnommé Okyo. Isuzu fut ensuite condamnée à mort par le Central 46 pour avoir perdu le trésor sacré de sa famille et, des années plus tard, Nanao entra à l'académie des Shinigamis où elle excella dans le Kidô, croyant que cela lui vaudrait une place dans le Corps des Nécromanciens. À sa surprise, elle est recrutée par la 8e division sans savoir que son capitaine, Shunsui, est en réalité son oncle. De retour au présent, Kyôraku est attaqué une nouvelle fois par Lille Barro, qui a survécu à la décapitation avant de reconstituer sa tête, qui prend la forme d'une tête d'oiseau. Son Vollständig devient doré et des bras lui repoussent. Lille attaque Kyôraku avec de la lumière mais celui-ci, rejoint par Nanao, se cache dans l'ombre de Lille. Après avoir appris le lien qui le lie à son capitaine, Nanao lui demande le Zanpakutô de sa famille, déterminée à accepter la malédiction. Nanao émerge de l'ombre avec son Zanpakutô et parvient à blesser le bras de Lille, qui ne se reconstitue pas, mais elle est blessée dans l'échange de coups. Tandis que Lille concentre une grande quantité d'énergie spirituelle, Kyôraku vient soutenir Nanao en se mettant dans son dos et l'aidant à tenir son sabre. Lille crée une trompette géante qui projette une explosion annihilant une partie du Wahrwelt mais Kyôraku et Nanao sont indemnes derrière Shinken Hakkyôken, qui a reflété l'attaque sur Lille. Coupé en deux, Lille voit son corps se craqueler avant de se disperser en une pluie d'énergie. Kyôraku et Nanao décident d'aller rejoindre les autres mais blessés et épuisés, ils décident de se soigner d'abord. |                              |                                                | |                       |
| 38 (404) | Amitié                       | Friend                                         | Friend (Ami)                                                                                          | 21 décembre 2024      |
| [Chapitres 630-631-632-633-634] - Il y a plus de mille ans dans le Lichtreich, Bazz-B, de son véritable nom Bazzard Black, et Jugram Haschwalth grandissent dans un milieu rural. Battu et abusé par son oncle, Jugram est incapable de former un arc spirituel et des flèches tandis que Bazz-B, fils du seigneur local, est plutôt doué pour son âge. Les deux feront connaissance au cours d'une chasse et se lieront d'amitié. Un jour, Yhwach et ses hommes attaquent le château du père de Bazz-B, massacrant tous les habitants. Seuls survivants du désastre, Bazz-B et Jugram jurent de se venger et s'entraînent durement. Cinq ans plus tard, Bazz-B a peaufiné sa maîtrise de l'arc tandis que Jugram, toujours incapable de former un arc, s'est entraîné à l'épée. Ayant conquis tous les territoires Quincy, Yhwach décide de former un corps d'élite pour conquérir la Soul Society : les Stern Ritters. Le roi Quincy envoie ses hommes disperser la nouvelle d'un recrutement. Lorsque sa volonté d'être recruté est ignorée par les soldats, Bazz-B défie leur capitaine, Hubert, mais les deux sont interrompus par Yhwach, qui est venu afin de faire de Jugram son futur bras-droit, révélant à celui-ci qu'il est un Quincy au don de partage, un trait qu'ils ont en commun. Yhwach révèle ensuite à Bazz-B que le don de Jugram lui a permis de gagner en puissance. Jaloux que seul Jugram ait été reconnu par Yhwach, Bazz-B tire sur le roi Quincy mais sa flèche est arrêtée par Jugram. Trois ans plus tard, Jugram est devenu le capitaine des Stern Ritters tandis que Bazz-B vient de se faire recruter. Défiant sans cesse Jugram en duel, Bazz-B voit chacune de ses provocations être ignorée par son ami. De retour au présent, Bazz-B sait que Haschwalth et Yhwach échangent leurs pouvoirs lorsque le roi Quincy dort et compte tuer Jugram, qu'il défie en duel. Utilisant toutes ses techniques pyrokinétiques, Bazz-B n'arrive pas pourtant à toucher Haschwalth, qui tente de le convaincre d'arrêter de se battre. Voyant que Bazz-B reste déterminé à se battre, Haschwalth lui coupe le bras avant de le trancher profondément au torse. Vaincu, Bazz-B s'agrippe au manteau de Jugram avant de s'effondrer au sol, se vidant de son sang tandis que Jugram s'éloigne froidement du lieu de leur combat. |                              |                                                | |                       |
| 39 (405) | La Réponse évidente          | The Visible Answer                             | The Visible Answer (La réponse visible)                                                               | 28 décembre 2024      |
| [Chapitres 647-654-655-656-657-658-659] - Toujours assis sur son trône, Yhwach continue d'absorber le pouvoir de Mimihagi présent dans le corps d'Ukitake et commence à fusionner la Soul Society, le Hueco Mundo et le monde des humains, qui recommencent à trembler. Le groupe principal du Gotei 13 approche du château quand ils sont interceptés par Gerard Valkyrie. Soigné par Hachigen Ushôda après son combat contre Uryû, Renji rejoint de nouveau les autres Shinigamis et ils s'unissent pour mettre Gerard à terre. Ce dernier met en garde ses adversaires face à sa capacité, « The Miracle », quand Byakuya décide de l'achever. L'instant suivant, Gerard se relève et est devenu titanesque, révélant que sa capacité lui permet de convertir les blessures en taille et en puissance. Désormais incapables de le blesser, les Shinigamis se font vaincre tour à tour par le Quincy. Sur un autre front, Askin vient de vaincre Ichigo et lui explique notamment que Gerard est le cœur du Roi Spirituel. Interrompu par l'arrivée de Chad et Orihime, qu'il maîtrise facilement, Askin est ensuite confronté à Yoruichi, qui permet à Ichigo, Chad et Orihime de foncer vers le château. Après s'être fait frappé par le « Shunko : Raijin Senkei » de Yoruichi, Askin est ensuite frappé par le « Shunko : Bakuen Musô » de Yûshirô, encaissant de lourds dégâts avant de se régénérer. Askin dévoile aux frères Shihôin que sa capacité, « The Death-Dealing », lui permet de s'immuniser aux pressions spirituelles de ses adversaires après en avoir encaissé une grande quantité. Yûshirô tente une nouvelle fois d'attaquer Askin mais ne lui fait aucun dégât avant de se faire planter trois flèches dans la poitrine par le Quincy. En parallèle, Uryû, qui se trouve face à une sphère mystérieuse, est rejoint par Haschwalth. Possédant « The Almighty » lorsqu'Yhwach dort, Haschwalth a prédit la future trahison d'Uryû mais, ne voulant faire aucune place au doute, il projette Uryû vers Ichigo qui se trouve aux portes du château. Dans le monde des humains, Ryûken se recueille sur la tombe de son épouse Katagiri quand il est rejoint par Isshin, qui lui demande s'il va rejoindre le Wahrwelt. |                              |                                                | |                       |
| 40 (406) | Dernières Paroles            | My Last Words                                  | My Last Words (Mes dernières paroles)                                                                 | 28 décembre 2024      |
| [Chapitres 635-654-658-659-660-661-674] - Après que Yhwach ait subtilisé les pouvoirs de plusieurs Quincys, dont ceux de Masaki et Katagiri, avec l'Auswählen, Sôken Ishida partagea dans son carnet la responsabilité d'arrêter Yhwach afin de protéger le monde. Des années plus tard, Uryû et Ichigo ont une banale conversation au sujet de ce qu'ils veulent devenir. Uryû se remémore que son père a lui même autopsié le corps de sa mère et refuse de devenir médecin depuis ce jour. De retour au présent, Liltotto, Giselle, Bambietta, Candice et Meninas entrent dans la salle du trône et défient Yhwach. Yoruichi tente de fuir avec son frère blessé mais ils sont rattrapés par Askin. Gerard piste les Shinigamis qu'il n'a pas encore vaincus et tente d'écraser Hinamori, qui est sauvée par les Vizards. Ceux-ci s'équipent de leur masque de Hollow et attaquent ensemble le Quincy. Yukio et Riruka ont rejoint la maison de Kûkaku Shiba quand ils voient des projectiles de lumière tomber du ciel. Ces projectiles sont ce qu'il reste de Lille Barro, qui s'est transformé en plusieurs créatures semblables à des flamands roses. S'attaquant aux Shinigamis, les corps de Lille sont pris pour cible par Izuru Kira, qui a mystérieusement été ranimé avec un bras mécanique. En parallèle, Haschwalth ordonne à Uryû de tuer ses amis pour lui prouver sa loyauté mais lui avoue qu'il sait déjà ce qu'il va faire. Défiant Ichigo, Uryû finit par lui proposer de rentrer avec Orihime et Chad dans le monde des humains. Révélant à ses amis qu'il est le seul à pouvoir vaincre Yhwach, Uryû est interrompu par Haschwalth. Celui-ci est enfin témoin de la trahison d'Uryû et le défie au combat tandis qu'Ichigo, Chad et Orihime foncent vers la salle du trône, où Yhwach vient de vaincre Liltotto et les autres. Au même moment, Ryûken et Isshin rejoignent le champ de bataille. |                              |                                                | |                       |